# Bagrus filamentosus
Bagrus filamentosus е вид лъчеперка от семейство Bagridae.

## Разпространение
Видът е разпространен в Нигер.

## Описание
На дължина достигат до 69 cm, а теглото им е максимум 2050 g.